# Chimbarongo
Chimbarongo é uma comuna da província de Colchagua, localizada na Região de O'Higgins, Chile. Possui uma área de 497,9 km² e uma população de 32.316 habitantes (2002).

## Esportes
A cidade de Chimbarongo possui um clube no Campeonato Chileno de Futebol, o Juventud Ferro, que joga de mandante no Estádio Municipal de Chimbarongo.